# Blake Pieroni
Blake Pieroni (Valparaiso (Indiana), 15 november 1995) is een Amerikaanse zwemmer.

## Carrière
Op de 2016 US Olympic Trials in Omaha (Nebraska) kwalificeerde Pieroni zich, op de 4x100 meter vrije slag, voor de Olympische Zomerspelen 2016 in Rio de Janeiro. In Brazilië zwom hij samen met Jimmy Feigen, Ryan Held en Anthony Ervin in de series van de 4x100 meter vrije slag, in de finale werd Held samen met Caeleb Dressel, Michael Phelps en Nathan Adrian olympisch kampioen. Voor zijn aandeel in de series ontving Pieroni eveneens de gouden medaille.

## Internationale toernooien
| Jaar | Olympische Spelen                                | WK langebaan | WK kortebaan | PanPacs                                                                                                 | Pan-Ams       |
| ---- | ------------------------------------------------ | --- | --- | --- | ------------- |
| 2016 | 4x100m vrije slag · Pieroni zwom enkel de series | | 4e 100m vrije slag · 4x50m vrije slag · 4x100m vrije slag · 4x200m vrije slag · DSQ 4x100m wisselslag                              | |               |
| 2017 |                                                  | 13e 200m vrije slag · 4x100m vrije slag · 4x200m vrije slag · 4x100m vrije slag gemengd · Pieroni zwom enkel de series | | |               |
| 2018 |                                                  | | 7e 100m vrije slag · 200m vrije slag · 4x100m vrije slag · 4e 4x200m vrije slag · 4x100m wisselslag · Pieroni zwom enkel de series | 9e 50m vrije slag · 9e 100m vrije slag · 9e 200m vrije slag · DSQ 4x100m vrije slag · 4x200m vrije slag |               |
| 2019 |                                                  | 4e 100m vrije slag · 4x100m vrije slag · 4x200m vrije slag · 4×100m vrije slag gemengd · Pieroni zwom enkel de series  | | | geen deelname |

## Persoonlijke records
Bijgewerkt tot en met 3 november 2020
Kortebaan
| Afstand         | Tijd    | Datum            | Plaats    |
| --------------- | ------- | ---------------- | --------- |
| 100m vrije slag | 46,15   | 25 oktober 2020  | Boedapest |
| 200m vrije slag | 1.41,15 | 17 november 2018 | Singapore |

Langebaan
| Afstand         | Tijd    | Datum        | Plaats  |
| --------------- | ------- | ------------ | ------- |
| 100m vrije slag | 47,87   | 24 juli 2019 | Gwangju |
| 200m vrije slag | 1.45,93 | 26 juli 2018 | Irvine  |